# Національний парк Сайкай
Національний парк Сайкай (яп. 西海国立公園, Saikai Kokuritsu Kōen) — це морський національний парк, розташований у префектурі Нагасакі на північному заході Кюсю, Японія. Він складається з прибережних регіонів півострова Мацуура, що тягнеться на північ від портового міста Сасебо та охоплює острови Куджюку з понад 200 островами на заході, півострів Хірадо далі на захід і берегові лінії островів Ґото на крайньому заході.

## Історія
Зусилля щодо створення національного парку Сайкай почалися в 1949 році з ініціативи тодішнього мера Сасебо Масасуке Нагати. Територія, що охоплює нинішній парк, здебільшого входила до території колишнього військово-морського округу Сасебо Імператорського флоту Японії і вважалася стратегічною зоною, у якій суворо заборонялося фотографувати, а відвідування сторонніми особами не заохочувалося. Після капітуляції Японії та розпуску японської армії мер Нагати побачив можливості туризму для стимулювання місцевої економіки та звернувся до парламенту Японії за допомогою досліджень Токійського університету, Кіотського університету, Університету Нагасакі та рекламної кампанії, проведеної газета Майніті Сімбун.
Кампанія врешті була успішною, і 16 березня 1955 року було створено національний парк Сайкай. Він став 18-м національним парк, створений у Японії.

## Географія і геологія
Цей парк складається з більш ніж 400 великих і малих островів, включаючи Хірадо, острови Кудзюкусіма та острови Ґото. Хірадо зберігає історичні місця свого колишнього порту для зовнішньої торгівлі. Острови Ґото мають цікаві затоки та високі скелі, а також рідкісні вулканічні утворення.

## Дика природа та екологія
Парк цінується за його мальовничу красу та як екологічну підтримку для багатих рибальських угідь у цьому районі. М'який клімат і теплі течії призводять до появи напівтропічної рослинності, включно з папоротеподібними.